# Feuranz
Feuranz (früher auch Feuerans) ist ein Weiler in der Marktgemeinde Rappottenstein im Bezirk Zwettl in Niederösterreich.

## Geografie
Der Weiler befindet sich östlich von Hausbach nördlich über dem Großen Kamp und ist von der Landesstraße L7316 über eine Nebenstraße erreichbar.

## Geschichte
Der Ort wird bereits 1371 schriftlich bei der Teilung der Dachsbergischen Güter als Volrants genannt, im Eintrag der Josephinischen Fassion aus Jahre 1786/87 hatte der Ort 4 Häuser.
In Folge der Theresianischen Reformen wurde der Ort dem Kreis Ober-Manhartsberg unterstellt und nach dem Umbruch 1848 war er bis 1867 dem Amtsbezirk Groß Gerungs zugeteilt.
Mit der Aufhebung der Grundherrschaften wurde der Ort 1849 ein Teil der Ortsgemeinde Pehendorf.
Laut Adressbuch von Österreich waren im Jahr 1938 in der Rotte Feuranz ein Müller, ein Schweinehändler und zwei Landwirte mit Direktvertrieb ansässig.
Im Zuge der Niederösterreichischen Kommunalstrukturverbesserung kam der Ort nach der Auflösung der Ortsgemeinde Pehendorf am 1. Januar 1967 zur Gemeinde Rappottenstein und wurde der Katastralgemeinde Hausbach zugeordnet.